# Paradarisa nigra
Paradarisa nigra är en fjärilsart som beskrevs av Bankes 1905. Paradarisa nigra ingår i släktet Paradarisa och familjen mätare. Inga underarter finns listade i Catalogue of Life.